# Kinh tế học nông thôn
Kinh tế học nông thôn là ngành nghiên cứu các nền kinh tế nông thôn. Kinh tế học nông thôn bao gồm cả các ngành công nghiệp nông nghiệp và phi nông nghiệp, vì vậy kinh tế học nông thôn có phạm vị nghiên cứu rộng hơn kinh tế học nông nghiệp - cái chỉ tập trung nhiều hơn vào hệ thống lương thực. Phát triển và tài chính nông thôn là các vấn đề cần cố gắng giải quyết trong kinh tế học nông thôn. Những vấn đề kinh tế này thường liên quan đến việc di cư khỏi các khu vực nông thôn do thiếu các hoạt động kinh tế  và sự nghèo đói ở nông thôn. Một số biện pháp can thiệp đã rất thành công ở một số nơi trên thế giới, trong đó điện khí hóa nông thôn và du lịch nông thôn đã tạo ra những điểm mấu chốt để chuyển đổi nền kinh tế ở một số vùng nông thôn. Những thách thức này thường tạo ra chênh lệch thu nhập giữa nông thôn và thành thị.
Không gian ở nông thôn tạo thêm những thách thức mới cho phân tích kinh tế đòi hỏi sự hiểu biết về địa lý kinh tế: ví dụ như hiểu biết về quy mô và phân bố không gian của các đơn vị sản xuất và hộ gia đình và thương mại giữa các vùng, sử dụng đất, và mật độ dân số thấp ảnh hưởng như thế nào đến các chính sách của chính phủ về phát triển, đầu tư, quy định và giao thông vận tải.